# Алексейково (Лесной район)
Алексейково — село в Лесном муниципальном округе Тверской области. 

## География
Расположено в 11 км к юго-западу от Лесного, на реке Сарагожа, в 2 км от шоссе «Лесное — Максатиха».

## История
В середине XIX века значилось как владельческое сельцо Алексейково и входило в состав Парьевской волости Вышневолоцкого уезда Тверской губернии.
В 1997 году — 100 хозяйств, 213 жителей. Администрация сельского округа, лесничество, начальная школа, детский сад, клуб, магазин, дом для престарелых.
До 2006 года село было центром Алексейковского сельского округа, до 2019 года входило в состав Сорогожского сельского поселения. 

## Население
| 1859 | 1997 | 2002 | 2008 | 2010 |
| ---- | ---- | ---- | ---- | ---- |
| 95   | ↗213 | ↗240 | ↘228 | ↘202 |

## Достопримечательности
Единственная сохранившаяся в Лесном районе дворянская усадьба — Алексейково-Отрадное. Первые её владельцы — генерал-майор Николай Иванович Лодыгин и его супруга Елизавета Михайловна — проживали здесь в середине XIX века. Ими в 1886 году была выстроена церковь Александра Невского, а также дом из кирпича с колоннами, мезонином и зимним садом.